# Neohydatothrips andrei
Neohydatothrips andrei är en insektsart som först beskrevs av J. C. Crawford 1943.  Neohydatothrips andrei ingår i släktet Neohydatothrips och familjen smaltripsar. Inga underarter finns listade i Catalogue of Life.